# Eleutherodactylus jamaicensis
Eleutherodactylus jamaicensis es una especie de rana de la familia Eleutherodactylidae.

## Distribución geográfica y hábitat
Es endémica de Jamaica. Siempre asociada a bromelias.

## Estado de conservación
Se encuentra amenazada por la pérdida de su hábitat natural. 